# Zorgcentrum Amersfoort
Het Zorgcentrum of Alcoholopvang in Amersfoort is een 24-uursopvang voor dakloze alcoholisten. 
Het project opende op 19 oktober 2009 en werd het eerste opvanghuis in Nederland dat tegen kostprijs alcohol verstrekt aan zijn cliënten. De verstrekking vindt plaats in de vorm van halve liters bier met een minimale tussenpauze van een uur en alleen van acht uur ’s morgens tot half tien ’s avonds. Na een intake-gesprek wordt voor de cliënt een dagquotum vastgesteld, dat niet overschreden mag worden. Tijdens het verblijf wordt door opvangmedewerkers, een verslavingsarts en een verpleegkundige gewerkt aan de verbetering van de geestelijke en lichamelijke gezondheid van de deelnemer.
Het centrum baseert zijn werkwijze op de Managed Alcohol Projects uit Ontario in Canada (Toronto sinds 1996, Ottawa sinds 2001 en Hamilton sinds 2005). Het bleek dat de deelnemers aldaar minder vaak spoedeisendehulpposten gingen bezoeken en minder vaak in aanraking met de politie kwamen tijdens het verblijf in het opvanghuis. Een aantal deelnemers hervatte het contact met familieleden.